# Conophyma narzikulovi
Conophyma narzikulovi is een rechtvleugelig insect uit de familie Dericorythidae. De wetenschappelijke naam van deze soort is voor het eerst geldig gepubliceerd in 1961 door Cejchan.